# 西藏旋覆花
西藏旋覆花（学名：Inula falconeri）为菊科旋覆花属的植物，是中国的特有植物。分布在中国大陆的西藏等地，目前尚未由人工引种栽培。